# Trappes
Trappes település Franciaországban, Yvelines megyében. Lakosainak száma 34 276 fő (2022. január 1.). Trappes Les Clayes-sous-Bois, Élancourt, Magny-les-Hameaux, Le Mesnil-Saint-Denis, Montigny-le-Bretonneux és Plaisir községekkel határos.

## Népesség
A település népessége az elmúlt években az alábbi módon változott:
| Lakosok száma | 30 979 | 32 346 | 32 931 | 32 584 | 32 120 | 32 645 | 33 419 | 33 717 | 34 276 |
|               | 2013   | 2015   | 2016   | 2017   | 2018   | 2019   | 2020   | 2021   | 2022   |

## A település híres szülöttei
- Nicolas Anelka, labdarúgó
- Eddy Ben Arous, rögbijátékos
- Jamel Debbouze, színész
- Barbara Cabrita, színész
- Sophie Broustal, színész
- La Fouine, rapper
- Massadio Haidara, labdarúgó
- Kevin Harley, kosárlabdázó
- Linda Pradel, kézilabdázó
- Shy'm, énekes
- Omar Sy, színész
- Cyril Paglino, vállalkozó